# Иоанн II (князь Салерно)
Иоанн II Проклятый (лат. Maledictus; ?—999) — князь Салерно в 983—999 годах, основатель княжеской династии, правившей Салерно до падения княжества в 1078 году.

## Биография
Иоанн, сын Ламперта Сполетского, был оставлен Пандульфом I в качестве регента несовершеннолетнего Пандульфа II Салернского (981). В том же году был изгнан из Салерно герцогом Амальфи Мансо I, в свою очередь занявшим трон Салерно. В 983 году герцоги Амальфи Мансо I и Иоанн I были изгнаны из Салерно в результате восстания. После этого Иоанн II стал князем Салерно.
Правление Иоанна II было отмечено попыткой контролировать доходы и имущество Церкви. В результате Иоанн II остался в истории с прозвищем Проклятого. Пётр Дамиани пересказывает легенду о том, что, узнав об извержении Везувия, Иоанн II воскликнул, что это бедствие предвозвещает смерть какого-то знатного грешника, который попадёт в ад, а на следующее утро князь был найден мёртвым в объятиях проститутки.

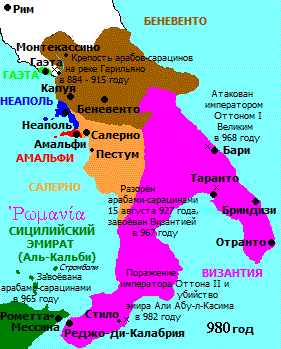
Южная Италия, 980 год

В январе 984 года Иоанн II сделал своим соправителем сына Гвидо, но тот умер в 988 году. В начале 989 года следующим соправителем стал второй сын Гвемар III, который и наследовал отцу в 999 году.